# Gare de Noisy-le-Roi
Pour les articles homonymes, voir Gare de Noisy.
La gare de Noisy-le-Roi est une gare ferroviaire française de la ligne de la grande ceinture de Paris, située sur le territoire de la commune de Noisy-le-Roi (département des Yvelines).
C'est une gare Société nationale des chemins de fer français (SNCF) qui est desservie par la ligne 13 du tramway depuis le 6 juillet 2022.

## Situation ferroviaire

### Grande ceinture de 1882 à 1939
Établie à 133 mètres d'altitude, la gare de Noisy-le-Roi est située au point kilométrique (PK) 10,155 de la ligne de la grande ceinture de Paris, entre la halte de Bailly et la gare de Saint-Nom-la-Bretèche.

### Grande ceinture Ouest 2004 à 2019
La gare de Noisy-le-Roi devient une gare terminus de la Grande ceinture Ouest, tronçon en service de la ligne de la grande ceinture de Paris, avant la gare de Saint-Nom-la-Bretèche, en direction du terminus de Saint-Germain-en-Laye-Grande-Ceinture.

### Station du T13 (2022)
À partir du 6 juillet 2022, la gare devient une station de tramway de la ligne T13 de Saint-Cyr à Saint-Germain-en-Laye, entre les stations de Bailly, en direction de Saint-Cyr-l'École et de Saint-Nom-la Bretèche - Forêt-de-Marly, en direction de Saint-Germain-en-Laye.

## Histoire

### Gare ferroviaire

#### Grande ceinture de 1882 à 1939
Située sur la ligne de Grande Ceinture, la gare de Noisy-le-Roi ouvre aux voyageurs le 4 septembre 1882, lors de l'inauguration du service de Versailles-Chantiers à Achères. Elle ferme le 15 mai 1939, quand cesse le trafic sur la section nord comprise entre Versailles-Chantiers et Juvisy via Argenteuil.

La gare au début des années 1900
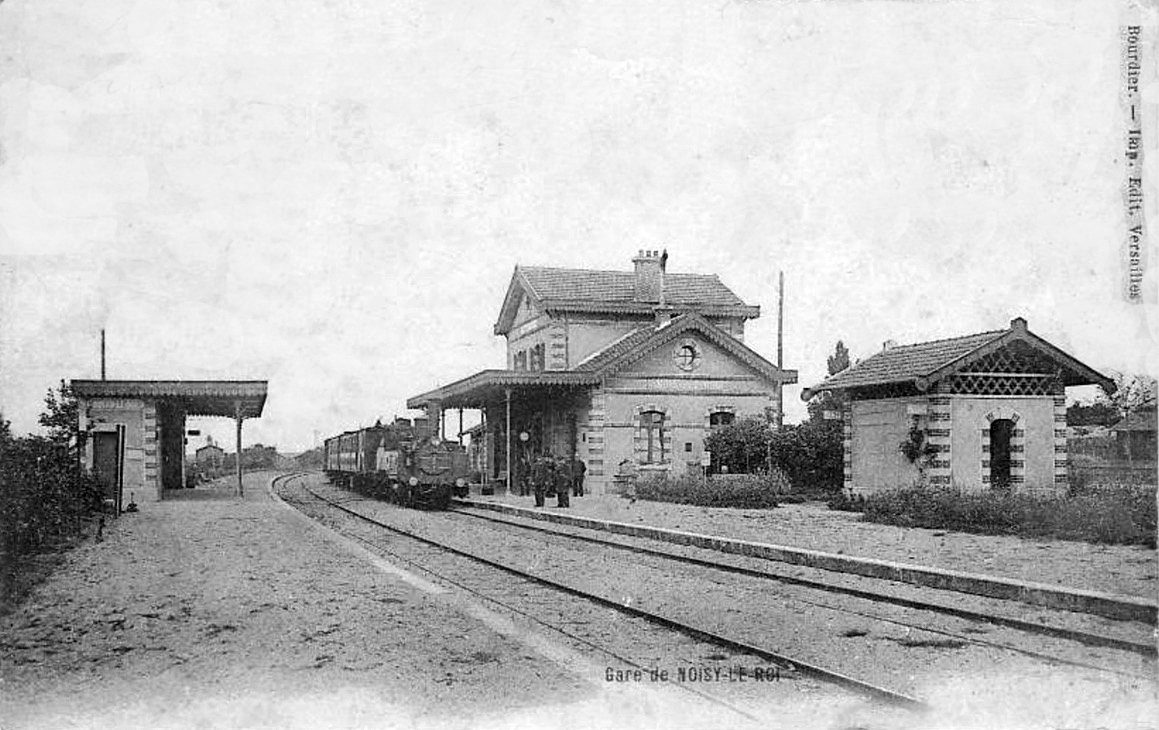
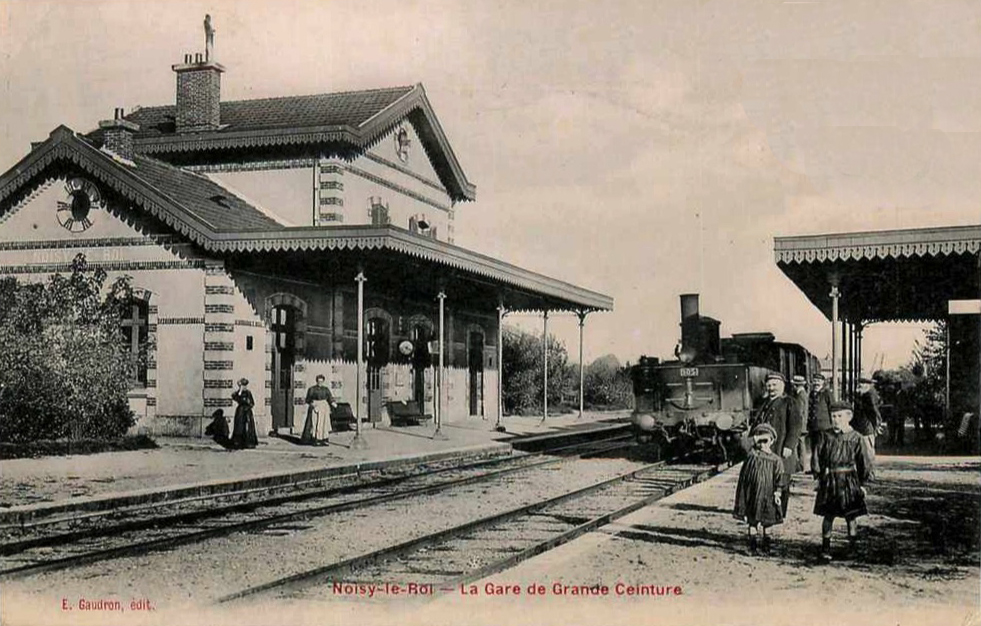

#### Grande ceinture Ouest 2004 à 2019

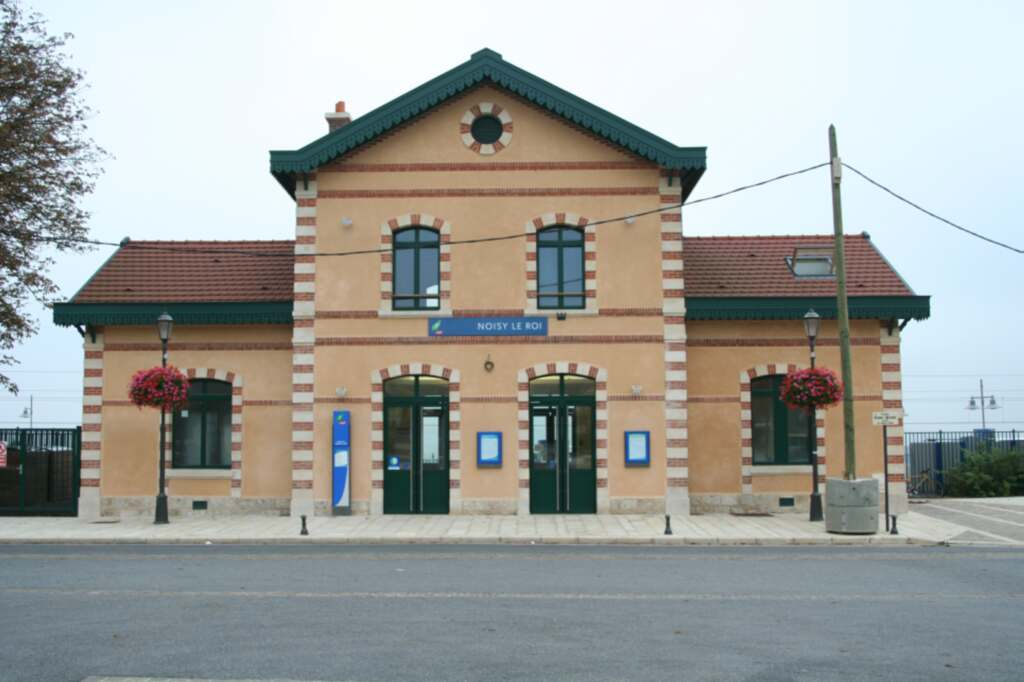
Bâtiment et entrée de la gare en 2006.

Au début des années 2000, elle fait l’objet d’une rénovation en profondeur et rouvre le 12 décembre 2004, lors de la mise en service de la Grande ceinture Ouest, tronçon de la Grande Ceinture, entre Saint-Germain-en-Laye-Grande-Ceinture et Noisy-le-Roi. Les voies, qui se trouvaient au même niveau que le bâtiment voyageurs, avant sa fermeture en 1939, sont déplacées avec une différence de niveau. Le nouveau bâtiment technique[Quoi ?], situé le long des voies à près de 300 m de la gare, se distingue par son architecture moderne réalisée en briques. 
Comme pour la gare de Saint-Germain-en-Laye-Grande-Ceinture, la gare ne dispose alors que d'une seule voie à quai. Un second quai existe mais n'est pas aménagé (absence de mobilier, etc.) ; il peut cependant être utilisé en cas de perturbation. La plateforme de la voie ferrée a été abaissée de plusieurs mètres, et décalée vers le sud. Des accès par escalier et par ascenseur pour handicapés sont donc possibles. L’accès au second quai se fait par un passage piétonnier, à niveau. Le quai principal est équipé d’abris d’attente, du téléaffichage et du système Infogare (heures de succession des trains en temps réel). Le bâtiment voyageurs, qui était auparavant à l’abandon, est réhabilité pour offrir un espace de vente de billets de grandes lignes et pour la banlieue. Des composteurs sont disposés à proximité du quai principal. Un parking de plus de 300 places est construit par la municipalité de Noisy-le-Roi, et la place de la gare est réaménagée.

La gare après sa réouverture de 2004
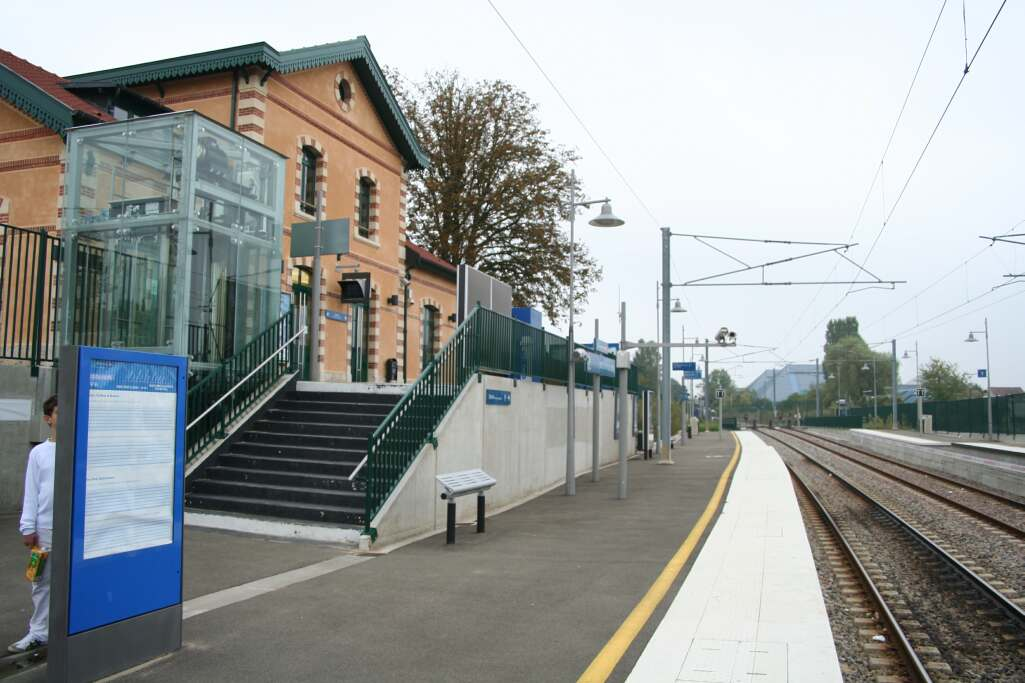
Quai principal et ascenseur.
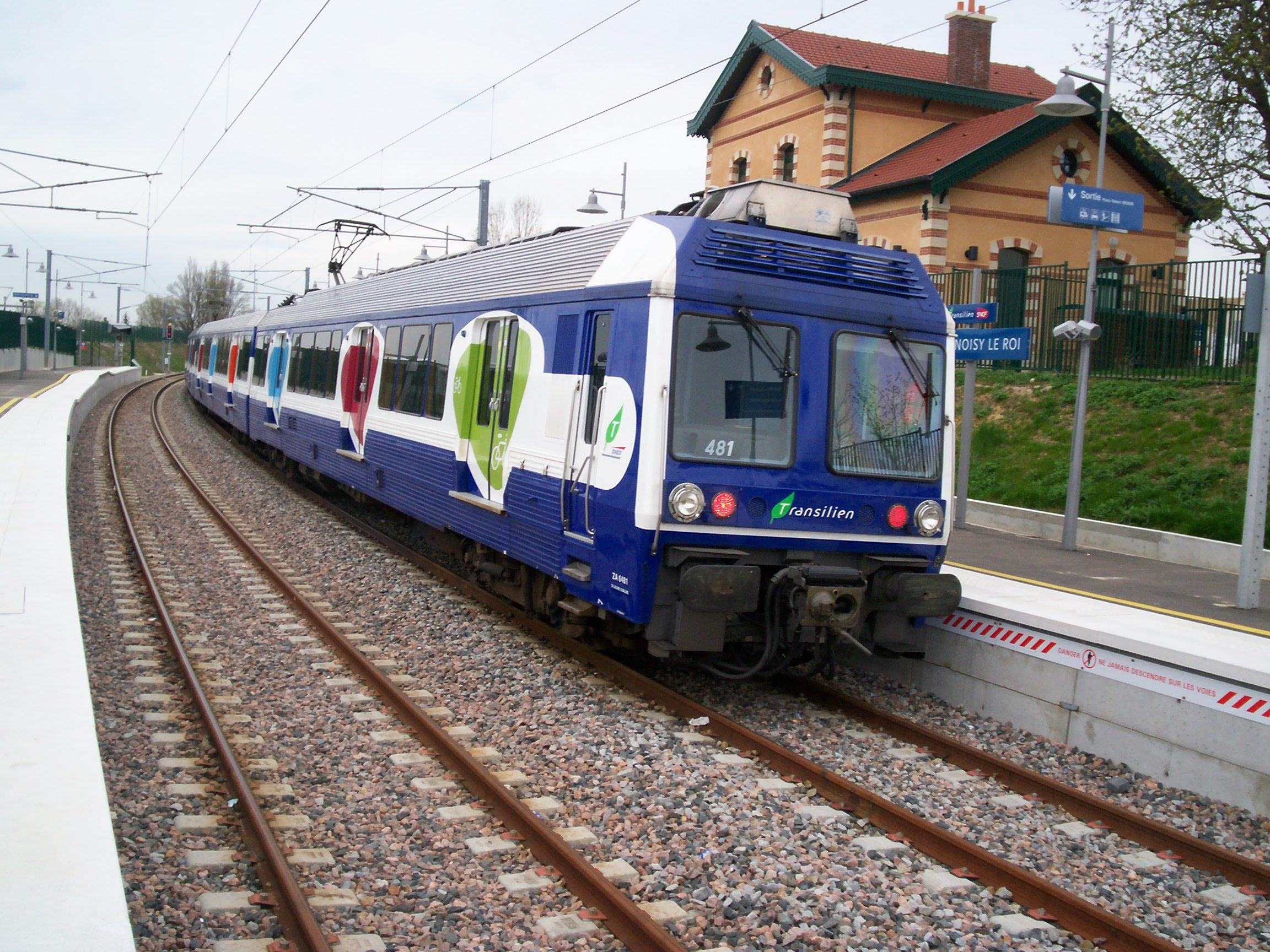
Desserte.
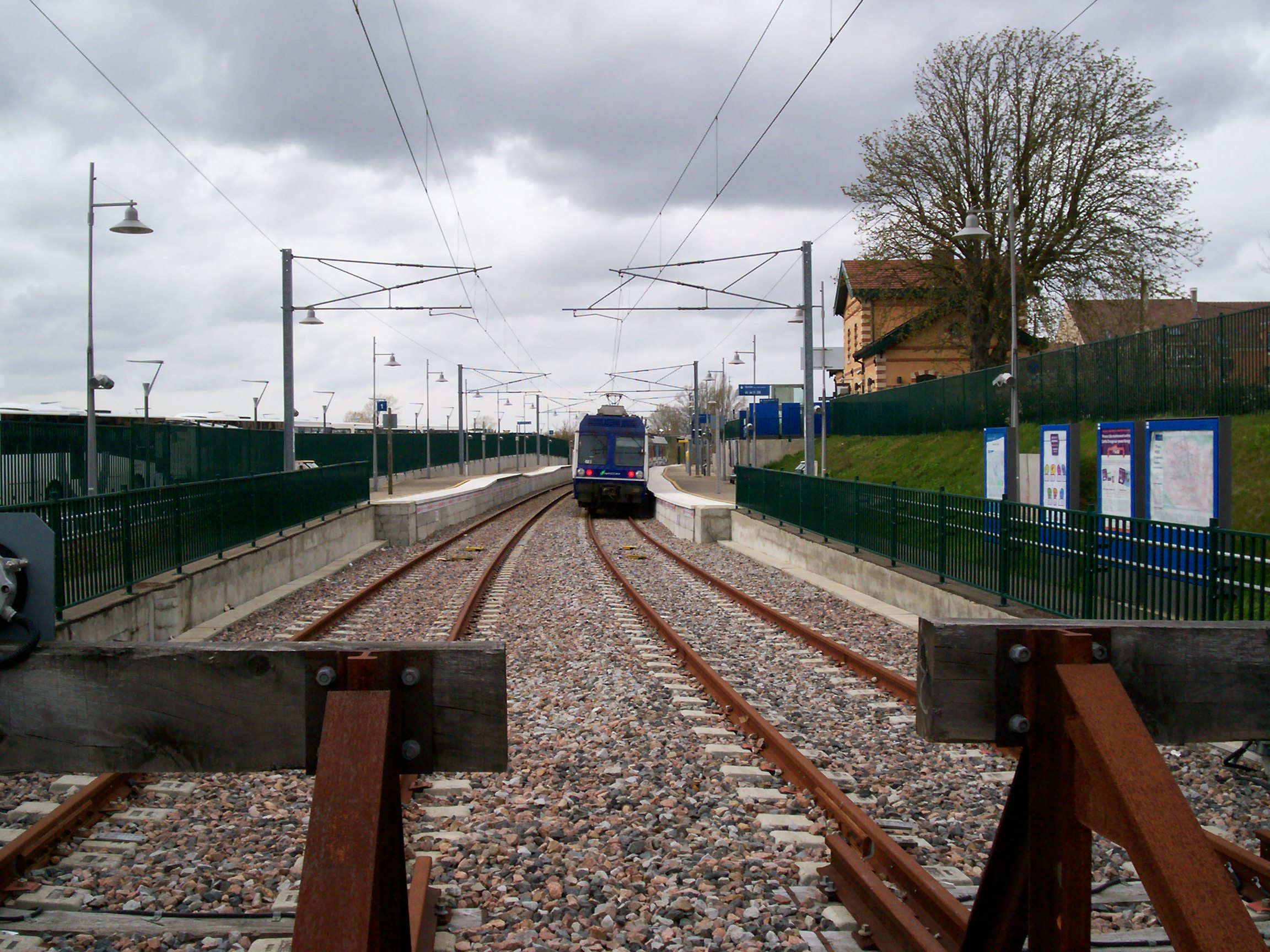
Vue d'ensemble.

En 2012, 550 voyageurs ont pris le train dans cette gare chaque jour ouvré de la semaine.
La gare est fermée le 5 juillet 2019.

### Restructuration à l'ouverture de la ligne T13

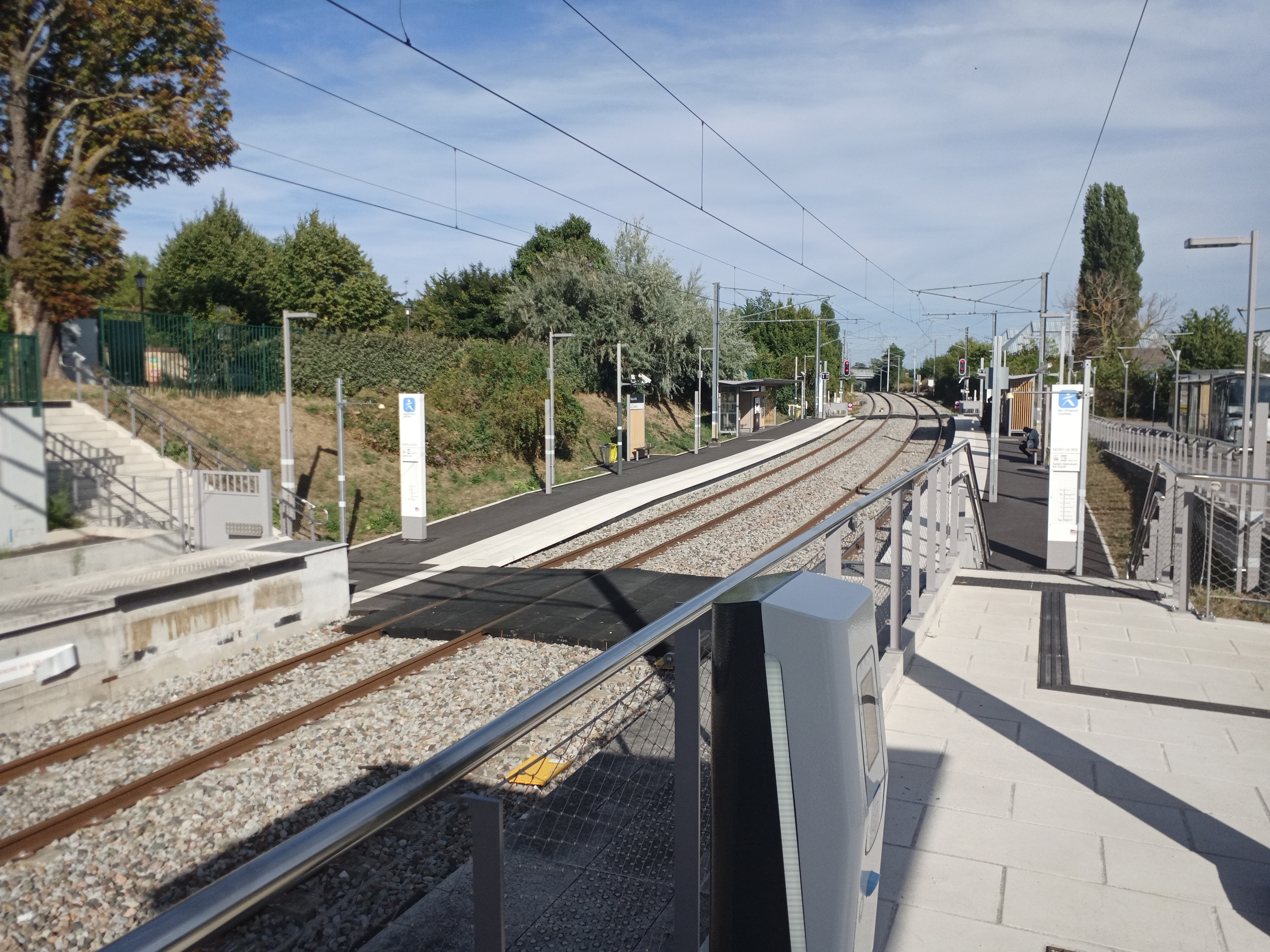
La station de tramway.

Depuis le 6 juillet 2022, la gare est desservie par la ligne 13 du tramway d'Île-de-France.
Dans le cadre du projet, la gare de la Grande Ceinture Ouest est transformée en station du Tram 13 express. Pour favoriser l’intermodalité, les arrêts de bus sont réorganisés sur la place et la rue de Verdun. Un arrêt supplémentaire est notamment aménagé. Le projet de piste cyclable longeant la voie ferrée desservira, lui aussi, la station. Quant au futur usage du bâtiment de la gare, fermé au service commercial, il sera discuté avec la commune.

## Service des voyageurs

### Accueil
Halte ou station SNCF, c'est un point d'arrêt non géré (PANG) à accès libre. Elle dispose de deux quais. Elle est équipée d'abris sur chacun des quais et d'automates pour l'achat et le compostage de titres de transport. C'est une station qui est accessible « en toute autonomie » par les personnes en fauteuil roulant, grâce à des rampes, les anciens ascenseurs de la gare ayant été démontés lors de la conversion de la ligne en tram-train, qui a aussi vu la fermeture de l'ancien bâtiment voyageurs. La traversée des voies se fait à niveau.

### Desserte
La gare est desservie par la ligne 13 du tramway d'Île-de-France depuis le 6 juillet 2022, reliant les gares de Saint-Germain-en-Laye et Saint-Cyr.

### Intermodalité
Le site de la gare est desservie par les lignes 5270, 5299, 5341 et 5371 du réseau de bus Centre et Sud Yvelines, par la ligne 5112 du réseau de bus de Saint-Quentin-en-Yvelines et par les lignes 6217, 6276 et 6283 du réseau de bus Grand Versailles.

## Patrimoine ferroviaire
Son bâtiment voyageurs date de la fin du XIXe siècle. Il correspond au modèle standard des gares de troisième classe de la ligne de la grande ceinture de Paris ; ce modèle a été utilisé notamment pour la gare de Mareil-Marly. Ce plan fut conçu par l'ingénieur des Ponts et Chaussées Luneau.
Avant la remise en service du chemin de fer, au début des années 2000 le bâtiment fait l'objet d'une rénovation de ses façades et de son intérieur.